# Diplura
I Dipluri (Diplura Borner, 1904) sono l'unico ordine della sottoclasse dei Polientomati, composto da circa 800 specie di esapodi terrestri, di piccole o modeste dimensioni (2-5 mm, solo qualche Japigide esotico può raggiungere i 50 mm), allungati, ciechi, depigmentati, con esoscheletro poco consistente e talora fornito di squamette di forma e dimensioni varie, secondo la regione del corpo.

## Morfologia

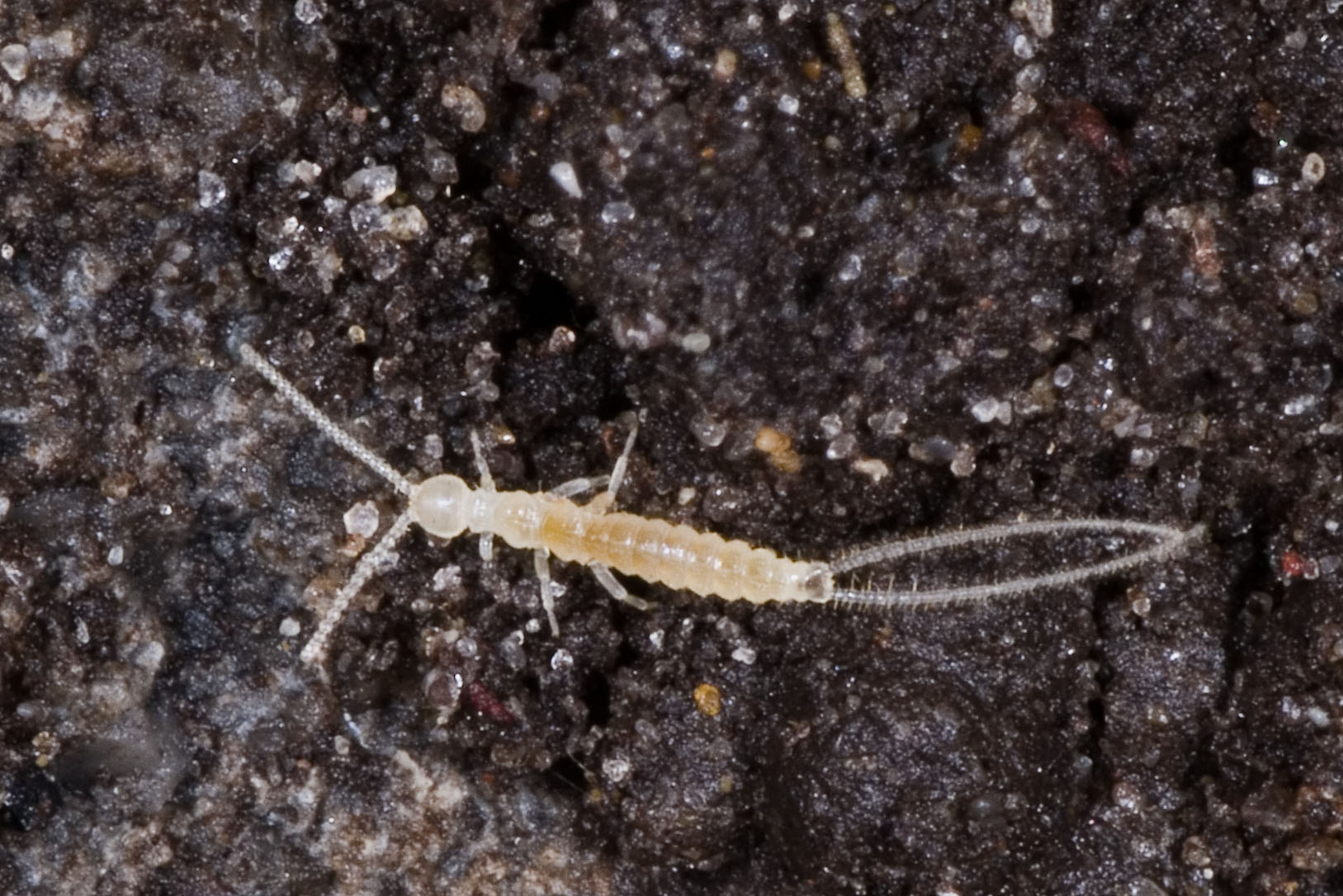
Campodea staphylinus

I Dipluri hanno cranio prognato, privo di occhi e di ocelli, ma provvisto (in Campodea WESTW.) di organi sensoriali latero-ventrali ciottoliformi e con la convessità rivolta verso l'esterno.
Le antenne sono di tipo "segmentato", più o meno lunghe, moniliformi, costituite da 20-40 o più articoli e con tricobotri negli antennomeri 3º-6º.
L'apparato boccale è entognato. Il labrum è distinto. Le mandibole sono monocondile, allungate e denticolate distalmente, senza placca molare ed a volte provviste di prosteca. Le mascelle sono composte dal cardine, dallo stipite allungato, da due lobi, di cui spesso l'interno è denticolato all'apice, e da un palpo 1-2 articolato. Il labium ha le glosse piccole, le paraglosse più grandi; i palpi labiali sono uniarticolati, inarticolati o assenti.
Il torace ha il primo segmento più piccolo dei due seguenti, che sono simili tra loro. Gli scleriti pleurali ridotti, ma talvolta presentano l'accenno di ana- e coxopleurite. Zampe con tarsi uniarticolati e pretarsi forniti di due unghie, nonché, talvolta, di un'appendice unguliforme mediale.

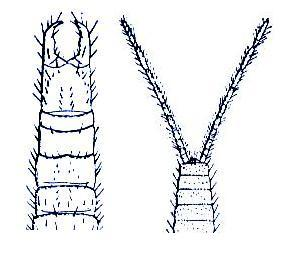
Cerci addominali uniarticolati in Japyx solifugus (a sinistra) e pluriarticolati in Campodea redii (a destra)

L'addome si compone di 11 uriti ed è provvisto di "stili" negli urosterni 1º-7º o 2º-7º (in questo secondo caso il 1º urosterno porta però un paio di appendici lobiformi che possono presentare differenze sessuali). Gli stili sono considerati residui di zampe appartenenti ai metameri che formarono l'addome degli esapodi. È inoltre provvisto di "vescicole" negli urosterni 2º-7º, 2º-3º (esse talora mancano).
I cerci, disposti all'estremità dell'addome, sono di forma diversa: in Dicellurata sono brevi, non divisi in articoli e costituenti una sorta di forcipe che afferra le prede; in Rhabdura sono più o meno lunghi e pluriarticolati. Talora sono provvisti di ghiandole repugnatorie che sboccano alla loro estremità distale (Projapigidi).

## Anatomia

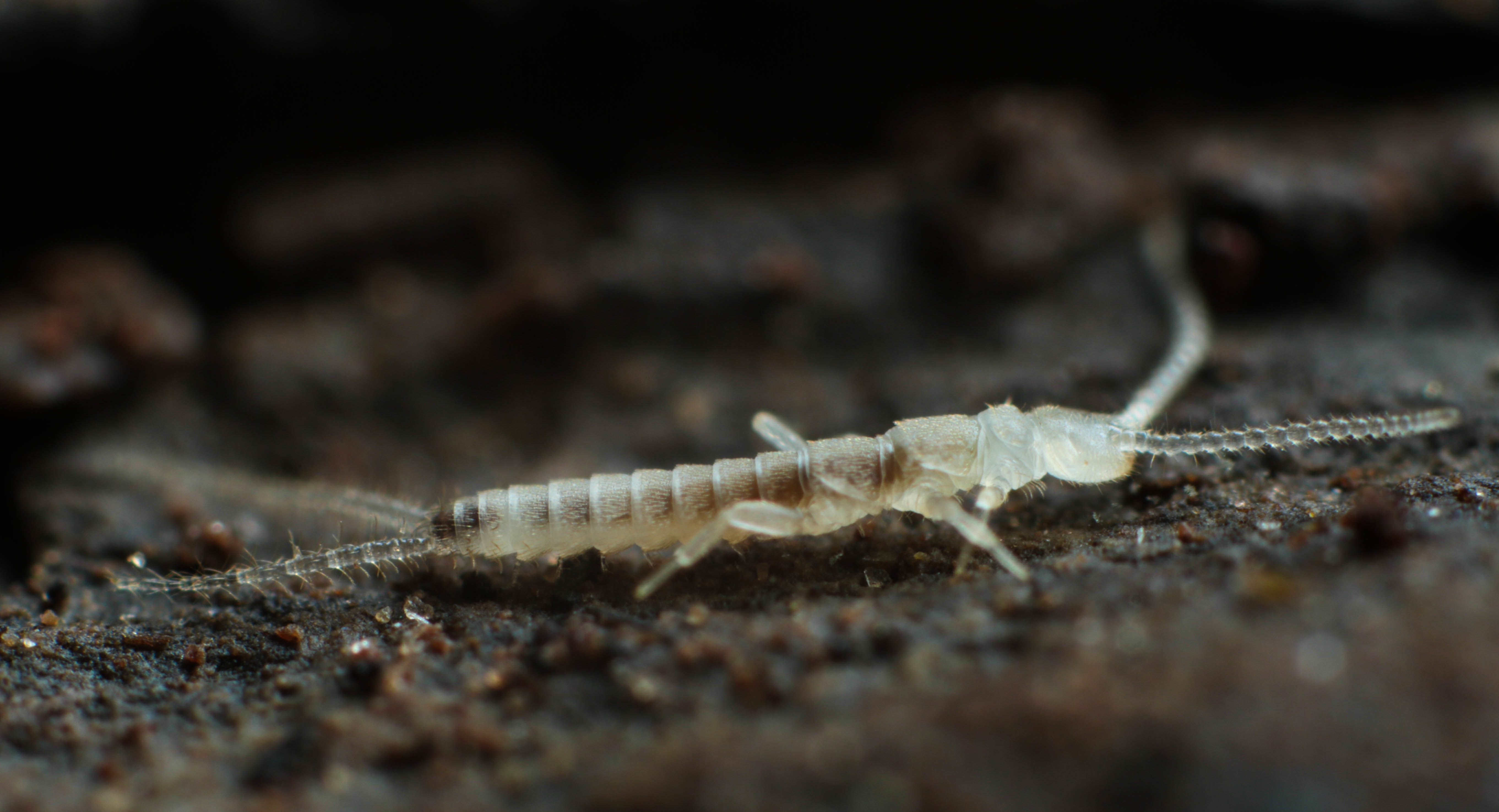
Dipluro campodeide

Il sistema nervoso è costituito da un apparato centrale con 3 gangli toracici e 7-8 addominali.
L'apparato digerente è rappresentato da un canale alimentare rettilineo con stomodeo, mesenteron e proctodeo differenziati e variamente sviluppati.
L'apparato tracheale mostra un diverso comportamento e un vario numero di stigmi. In Campodea WESTW. si riscontrano solo 3 paia di stigmi (due paia mesotoraciche ed uno metatoracico) e le trachee provenienti dagli stigmi non si connettono con le altre di ciascun lato, In Japyx HAL., in Parajapyx SILV. ed in Anajapyx SILV. gli stigmi sono presenti in numero di 9 paia (2 toraciche e 7 addominali); in Projapyx COOK 10 paia (3 toraciche e 7 addominali); in Heterojapyx VERH. ed in Japyx solifugus HAL. 11 paia (4 toraciche e 7 addominali)
L'apparato circolatorio comprende un vaso dorsale che, in Campodea WEST., giunge in direzione cefalica fino al mesotorace ed è provvisto di 9 ostioli.
L'apparato escretore è composto da 5-16 tubi malpighiani papilliformi, che però possono talora mancare, come in Japyx HAL..
L'apparato secretore comprende ghiandole salivari acinose, ghiandole tubolari, genali, repugnatorie dei cerci (nei Projapigidi), ghiandole tegumentali sparse in varie regioni del corpo e sue appendici, l'apparato endocrino retrocerebrale (a volte ridotto o rudimentale) e, infine, ghiandole endocrine lobulose (probabilmente analoghe alle "ghiandole toraciche").
Apparato riproduttore.
Nella femmina, comprende gli ovari, con 1 o 2 paia di ovarioli meroistici politrofici (Campodea WEST., Anapyx SILV.) o con 7 paia di ovarioli metamerici (dal 1º al 7ºurite come in Japyx HAL.). Si sono riscontrati anche ovarioli panoistici. La vagina è brevissima o, talora, praticamente inesistente; la spermateca è presente. Il gonotrema è posizionato dopo l'8º urosterno.
Nel maschio, i testicoli sono in numero di 1 paio (Japyx HAL.) o di due paia (Anajapyx SILV.). Sono talora differenti (Japyx HAL.), lunghi e convoluti e forniti di vescicole seminali. Eiaculatore breve e sboccante fra alcune formazioni papilliformi.

## Biologia

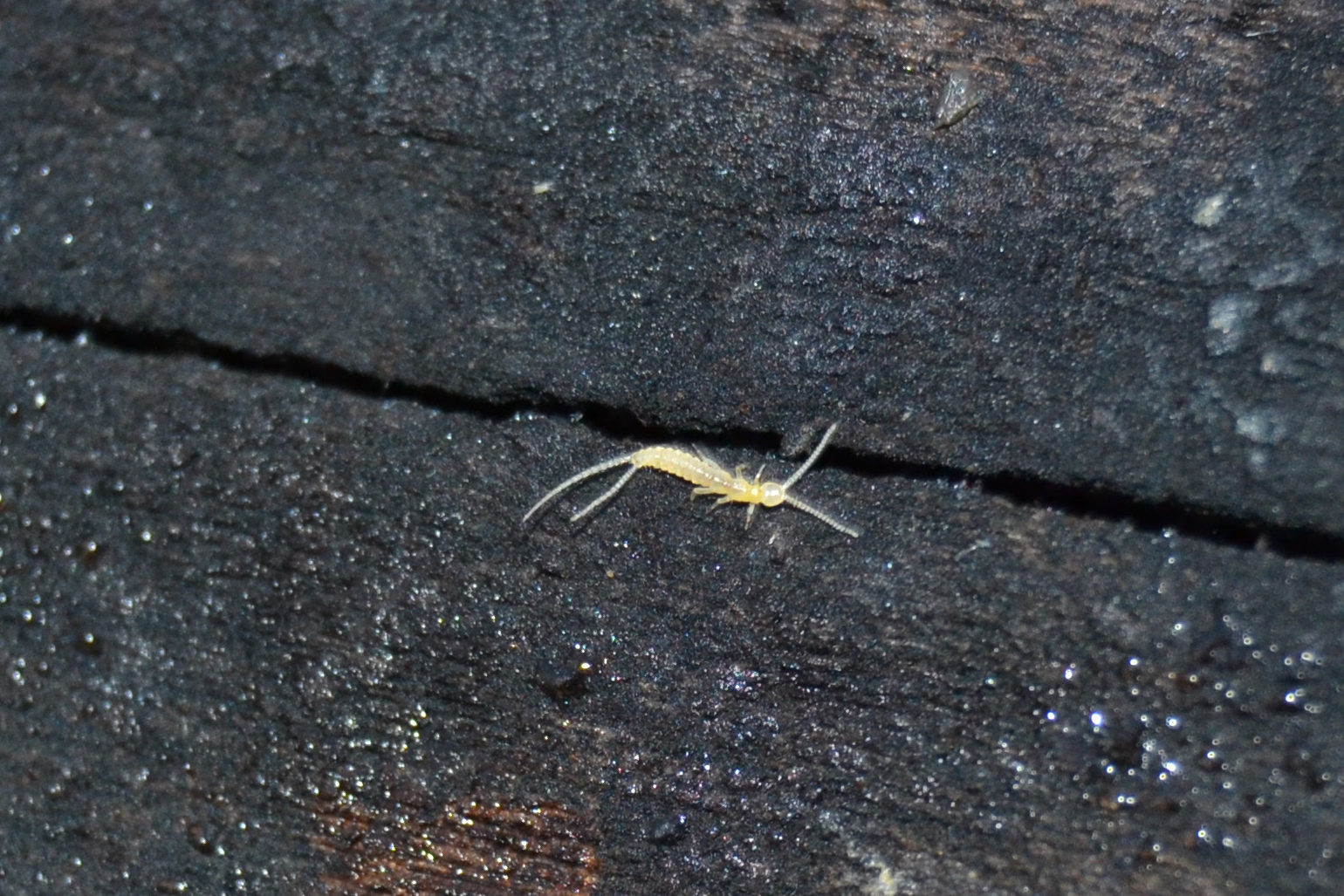
Dipluro

I Dipluri sono esapodi lucifughi ed ovipari. Vivono nel terreno umido, a varia profondità, sotto vegetali in decomposizione, tronchi di alberi caduti, cortecce, muschi, pietre, nelle caverne (come guanobi, come troglobi, ecc.). Si cibano di detriti, di miceli fungini, di piccoli animali morti, nonché di minuti Insetti e Miriapodi viventi.
La trasmissione dello sperma dal maschio alla femmina avviene, in molti casi, indirettamente. In Campodea remyi DENIS, ad esempio, il maschio forma spermatofori che depone su un supporto; essi sono costituiti da un breve stelo che porta una voluminosa goccia di sperma, racchiusa in un involucro fornito dai filamenti spiralati, che hanno la funzione di facilitare la deiscenza di detto involucro, allorché viene in contatto col gonotrema della femmina. Anche in Lepidocampa OUDEM. gli spermatofori sono peduncolati.
Le uova sono deposte in gruppi e talora covate dalla femmina, che si trattiene poi sulle neanidi neosgusciate. In Protijapyx maior GRASSI il gruppo subsferoidale dei germi, composto di 20-36 elementi, viene attaccato sottoterra, mediante una sorta di peduncolo, ad un sassolino. In Campodea remyi DENIS il gruppo dei germi, composto da 1-12 elementi, è attaccato sempre con un peduncolo a substrati diversi, nei limiti della copertura morta della terra.
I Dipluri compiono parecchie mute, durante lo sviluppo postembrionale, ed almeno una dopo avere deposto le uova. Le ecdisi avvengono utilizzando una linea di frattura epicraniale ad Y. In Campodea WEST. la neanide fuoriesce dall'uovo avvolta in un'esuvia embrionale che abbandona subito dopo la schiusa.

## Sistematica

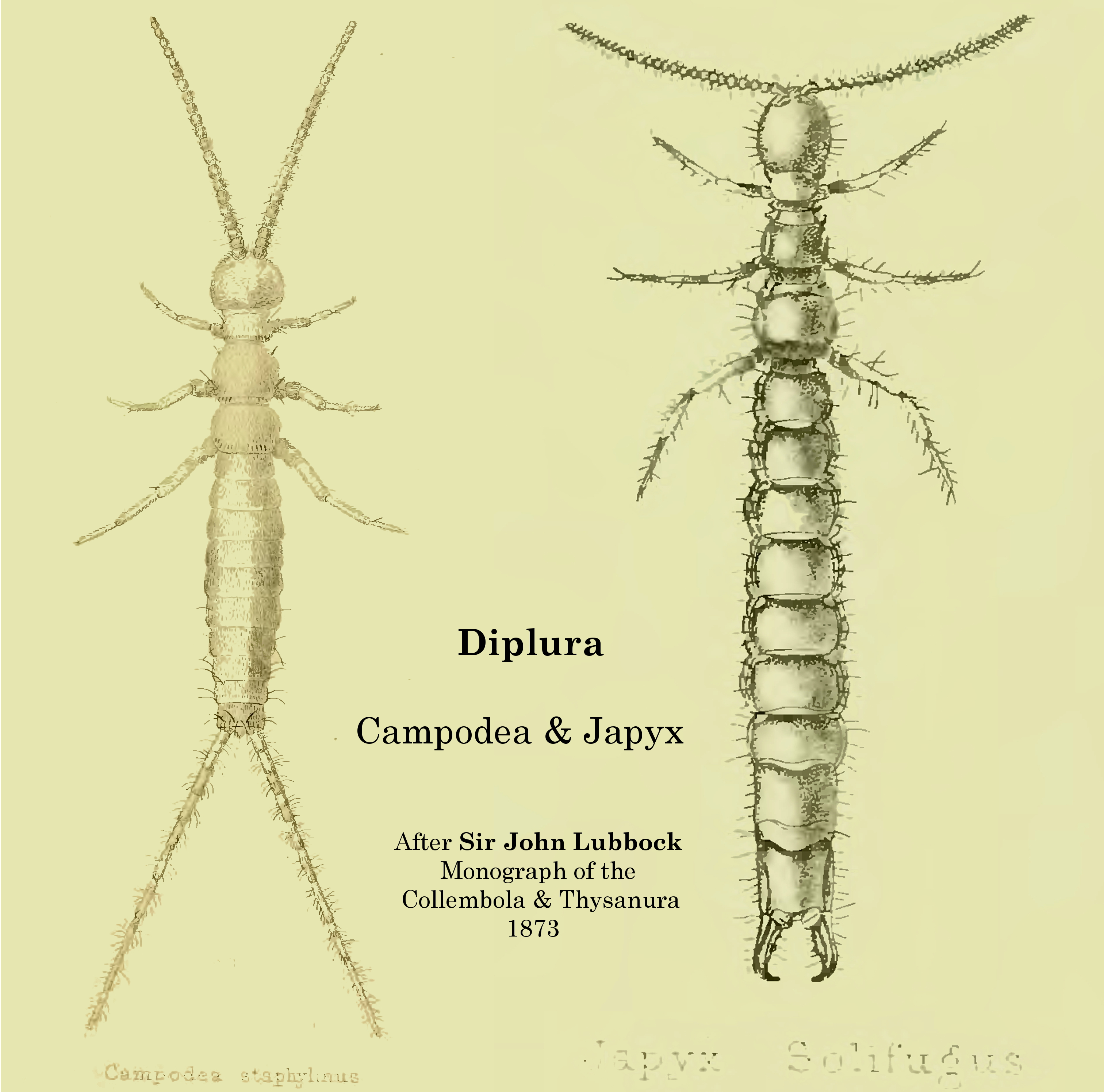
Anatomia di Campodea e Japyx.

Un tempo l'ordine era inscritto alla classe degli Entognati; oggi esso è compreso nel raggruppamento eterogeneo dei Paraentoma, tra i quali i Dipluri sono considerati il gruppo filogeneticamente più vicino agli Insetti veri e propri (Euentoma).
Le specie dei Diplura sono raccolte (da PAGÉS) in due sottordini, Rhabdura (con mandibole fornite di prosteca e cerci divisi in articoli) e Dicellurata (con mandibole senza prosteca e cerci non divisi in articoli, sclerificati e forcipiformi).
Famiglie: 
- Campodeidi
- Japigidi
- Anajapigidi
- Projapigidi